# 前189年
| 千纪： | 前1千纪 |
| 世纪： | 前3世纪 \| 前2世纪 \| 前1世纪                                                                                         |
| 年代： | 前210年代 \| 前200年代 \| 前190年代 \| 前180年代 \| 前170年代 \| 前160年代 \| 前150年代                               |
| 年份： | 前194年 \| 前193年 \| 前192年 \| 前191年 \| 前190年 \| 前189年 \| 前188年 \| 前187年 \| 前186年 \| 前185年 \| 前184年 |
| 纪年： | 西汉汉惠帝六年 |

## 大事记

### 西汉
- 十月，以王陵为右丞相，陈平为左丞相。
- 以周勃为太尉。

### 罗马共和国
- 老加图以因其分内事如挖墙等奖励士兵而批评执政官马库斯·富尔维乌斯·诺比利奥尔（Marcus Fulvius Nobilior）。

### 希腊
- 安条克三世在馬格尼西亞戰役败于罗马，埃托利亚同盟名存实亡。

### 小亚细亚
- 罗马与歐邁尼斯二世所帅的帕加馬军击败安纳托利亚的加拉太人，并使之臣服于帕加馬。
- 帕加馬国王歐邁尼斯二世建立非拉鐵非城（Philadelphia，今土耳其阿拉谢希尔），城名来自其弟阿塔罗斯二世的绰号意为“篤愛兄長者”。

## 逝世
- 张良，汉开国元勋（出生年月不明）
- 樊哙，汉朝将军（出生年月不明）
- 齐悼惠王刘肥（前221年生）